# Sueli Carneiro
Aparecida Sueli Carneiro (São Paulo, 24 de junho de 1950) é uma filósofa, escritora e ativista antirracista do movimento social negro brasileiro. Sueli Carneiro é fundadora e atual diretora do Geledés — Instituto da Mulher Negra e considerada uma das principais autoras do feminismo negro no Brasil. Possui doutorado em Educação (na área de Filosofia da Educação) pela Universidade de São Paulo (USP). Ela foi a primeira primeira mulher negra a receber o título de doutora honoris causa da Universidade de Brasília.

## Biografia
Em 1980, concluiu a graduação em filosofia pela Universidade de São Paulo (USP).
Em 1983, o governo de São Paulo criou o Conselho Estadual da Condição Feminina, porém sem nenhuma mulher negra dentre as trinta e duas conselheiras. Sueli Carneiro foi uma das lideranças do movimento de mulheres negras que se engajou na campanha da radialista Marta Arruda pela abertura de uma vaga no conselho a uma mulher negra; campanha que logrou êxito.
Em 1988, fundou o Geledés — Instituto da Mulher Negra, primeira organização negra e feminista independente de São Paulo. Meses depois, foi convidada para integrar o Conselho Nacional da Condição Feminina, em Brasília.
No mesmo ano, durante o Centenário da Abolição, o Conselho Nacional dos Direitos da Mulher criou sob a coordenação de Sueli, o Programa da Mulher Negra.
Criou o programa SOS Racismo de Geledés, que redimensionou o racismo como violação aos direitos humanos.
Em 1992, ela recebeu a visita de um grupo de cantores de rap da periferia da cidade, que queriam proteção porque eram vítimas frequentes de agressão policial. Sueli decidiu criar então o Projeto Rappers, onde os jovens são agentes de denúncia e também multiplicadores da consciência de cidadania dos demais jovens.
Em 1996, Sueli colaborou na redação do capítulo referente aos negros no Programa Nacional de Direitos Humanos por convite do próprio governo federal através do Ministério da Justiça.
Ainda nos anos 90, a pensadora cria no Geledés um programa de saúde física e mental destinado às mulheres negras.
Em 2005, concluiu doutorado em Filosofia da Educação pela USP, com a tese “A Construção do Outro como Não-Ser como fundamento do Ser".
Entre os anos 2000 e 2008, Sueli Carneiro escreveu mais de uma centena de artigos de opinião para o Correio Braziliense, muitos dos quais estão organizados no Acervo Sueli Carneiro. O livro Racismo, sexismo e desigualdade no Brasil é uma compilação desses artigos.
Em 2018, a filósofa política Djamila Ribeiro cria o selo editorial Sueli Carneiro, inaugurado com uma coletânea em sua homenagem, em reconhecimento à importância de suas ideias e atuação.

Em 2021, Sueli Carneiro foi entrevistada pelo Museu da Pessoa, como parte da exposição "Vidas Negras". A filósofa conta sua história da infância à vida adulta e suas aproximações aos movimentos negros e formas de pensar fora do eurocentrismo. A respeito das motivações que levaram à criação do Geledés - Instituto da Mulher Negra, Sueli conta:
"O Geledés é uma coisa que surge da convicção de que a gente deveria ter um instrumento político de luta, para as mulheres negras. Uma organização política que amplificasse a voz das mulheres negras, que afirmasse essa voz na sociedade brasileira, que vocalizasse as questões específicas que as mulheres negras demandam, isso demanda atenção sobretudo das políticas públicas. Um instrumento político que nos situasse no contexto dos movimentos sociais da época, porque o movimento feminista, conduzido pelas mulheres brancas, não conseguia lidar, reconhecer as especificidades que mulheres de outros grupos étnicos, especialmente as mulheres negras. Esse feminismo negro é o princípio fundante do Geledés e o resto do temos feitos em 32 anos pra evidenciar, problematizar, fazer projetos e proposições políticas são desdobramentos dessas ideias."
-Sueli Carneiro

Entrevista para o Museu da Pessoa

## A construção do Outro como Não-Ser como fundamento do Ser
A fundação do Outro como Não-Ser como fundamento do Ser é o título da tese de doutorado em Educação, na área Filosofia da Educação na FFLCH - USP de Sueli Carneiro defendida em 2005. Nela, Carneiro usa os conceitos de Dispositivo e Biopoder de Michel Foucault para analisar as relações raciais no Brasil.
A partir disso, Carneiro constrói a noção de dispositivo racialidade/biopoder que busca dar conta de dois processos:
- produção social e cultural da eleição e da subordinação raciais
- produção de vitalismo e morte informados pela filiação racial

Da articulação do dispositivo de racialidade ao biopoder emerge um mecanismo da natureza de ambas tecnologias: o epistemicídio. A partir desse conceito de Boaventura de Sousa Santos, Carneiro discute o lugar que a educação ocupa na reprodução/manutenção de saberes, poderes, subjetividades e todos os “cídios” que o dispositivo racialidade/biopoder produz no Brasil.

## Prêmios e Honrarias
- Ordem de Rio Branco, grau Oficial (2023)[16]
- Doutora honoris causa pela Universidade de Brasília (2022)[17]
- Prêmio Kalman Silvert (2021)[18]
- Prêmio Especial Vladimir Herzog (2020)[19]
- Prêmio Itaú Cultural 30 Anos (2017)[20]
- Prêmio Benedito Galvão (2014).[21]
- Prêmio Direitos Humanos da República Francesa[22]
- Prêmio Bertha Lutz (2003)[23]
- Prêmio de Direitos Humanos Franz de Castro Holzwarth (Menção Honrosa)[24]

## Obras
- A construção do outro como não-ser como fundamento do ser. Tese (Doutorado em educação). Universidade de São Paulo, São Paulo, 2005.
- Racismo, Sexismo e Desigualdade no Brasil (Selo Negro, 2011). ISBN 978-85-8747-874-0
- Escritos de uma vida (Editora Letramento, 2018). ISBN 978-85-9530-107-8
- Dispositivo de racialidade: a construção do outro como não ser como fundamento do ser (Editora Zahar, 2023) ISBN 978-65-5979-096-8